# Willem van de Velde, o Jovem
Willem van de Velde, o Jovem (Leiden; 18 de dezembro de 1633 – Londres; 6 de abril de 1707) foi um pintor neerlandês especializado na pintura de ambientes marítimos.

## Biografia
Filho de Willem van de Velde, o Velho, também pintor de marinas, aprendeu com o seu pai e posteriormente com Simon de Vlieger, artista famoso na época.
Em 1673, quando se muda para Inglaterra, já tinha alcançado fama no seu país natal. Em Londres, o rei Carlos II contrata-o para pintar batalhas navais com un salário de 100 libras. Parte do seu trabalho consistiu em colorir os desenhos do seu pai que estava também empregado na corte. Recebe também encomendas do duque de York, mais tarde coroado Jaime II, e de vários membros da nobreza.

## Obra
A maioria das melhores obras de Van de Velde representam barcos holandeses ao largo da costa da Holanda. As suas melhores pinturas são delicadas, inspiradas e detalhadas e corretas na descrição dos navios e das suas componentes e navegação. As numerosas pinturas apresentam-se com muita eloquência, sendo o artista muito bem sucedido na representação do mar, seja em calmaria seja em tempestade. Os navios são retratados com uma precisão quase fotográfica, e são os guias mais precisos disponíveis para o conhecer o aspecto dos navios do século XVII.
Muitas das suas obras encontram-se actualmente nos principais museus do mundo:
- Porto de Amsterdão (1686), tela, 180×316 cm. (Rijksmuseum, Amsterdam)
- Disparo de canhão, tela, 79×67 cm. (Rijksmuseum, Amsterdam)
- Três barcos na tormenta (1673), tela, 75×95 cm. (National Gallery, Londres)
- Navio holandês na brisa, madeira, 42×59 cm. (National Gallery, Londres)
- Rei Carlos II de Inglaterra (1660), tela, 67×77 cm. (Mauritshuis, A Haia)
- Barco encalhado (1661), tela, 63×72 cm (National Gallery, Londres)
- Mar calmo (1653), madeira, 43×63 cm. (Gemäldegalerie, Kassel)

## Galeria

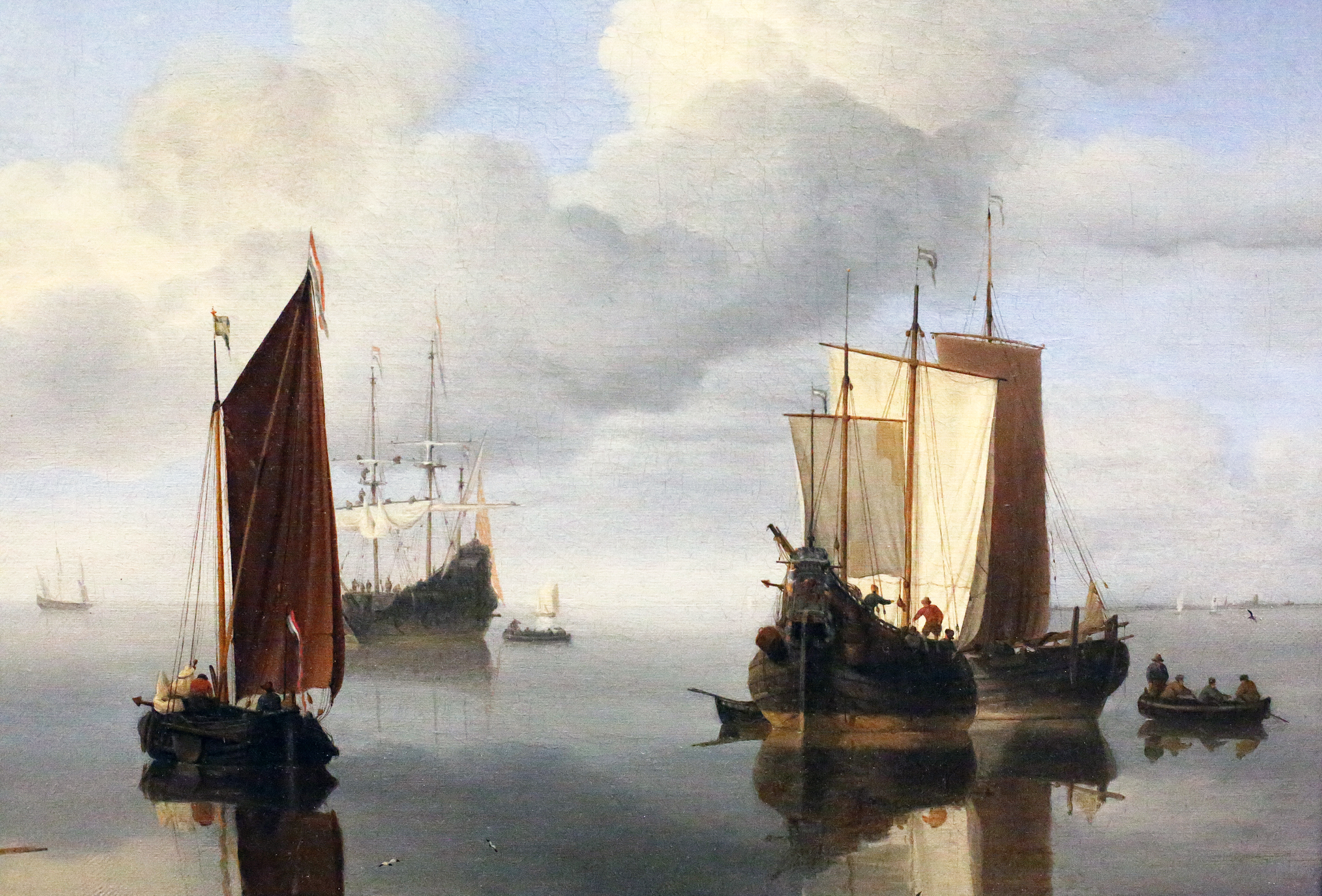
Barcos pesqueiros com mar calmo (c. 1655-60).
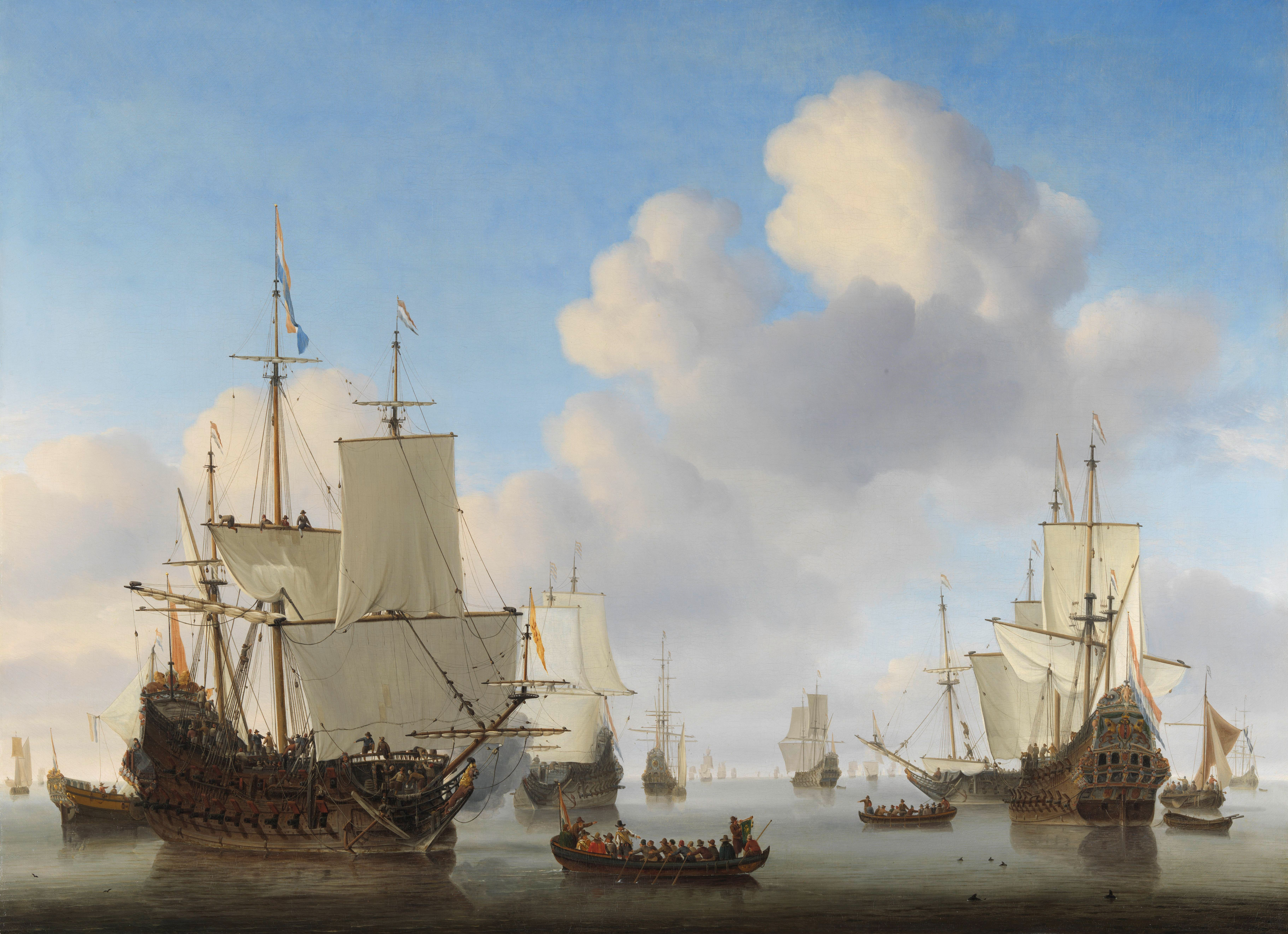
Navios de guerra holandeses e outros mercantes com calmaria (c. 1665).
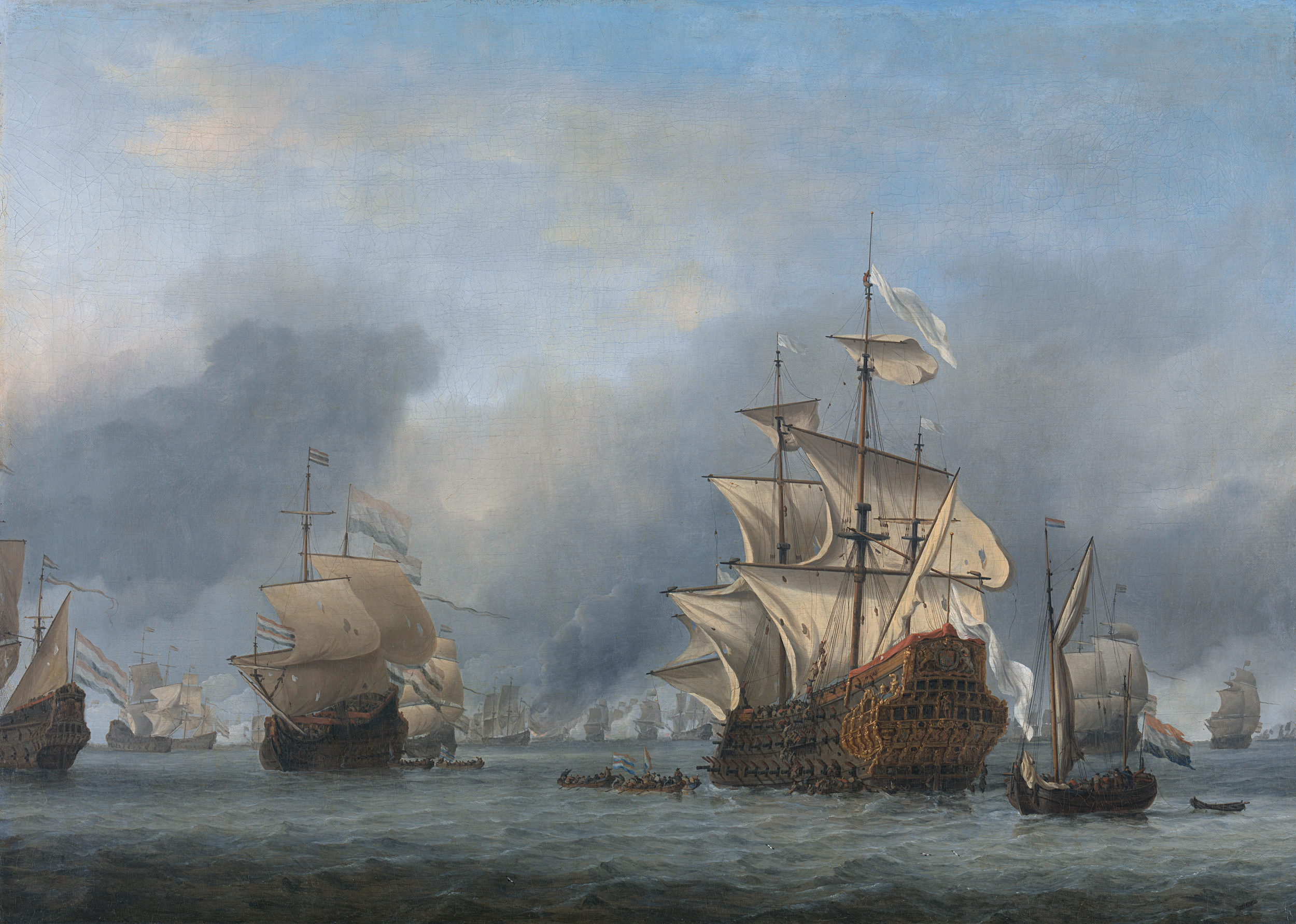
Navios tomados durante a Batalha de Quatro Dias, 1666.
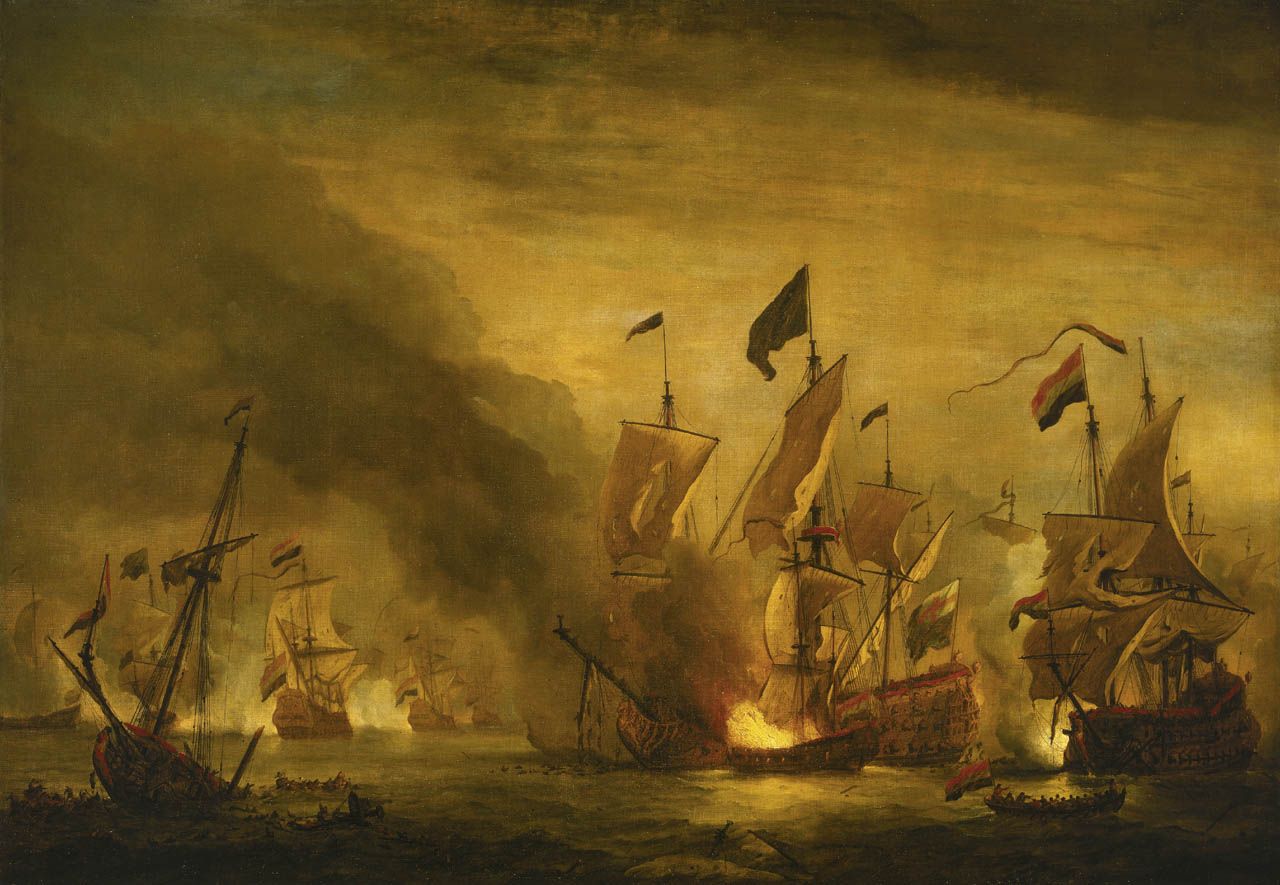
O Incêndio do ‘Royal James’ na Batalha de Solebay, 28 Maio 1672 (1672-77), National Maritime Museum
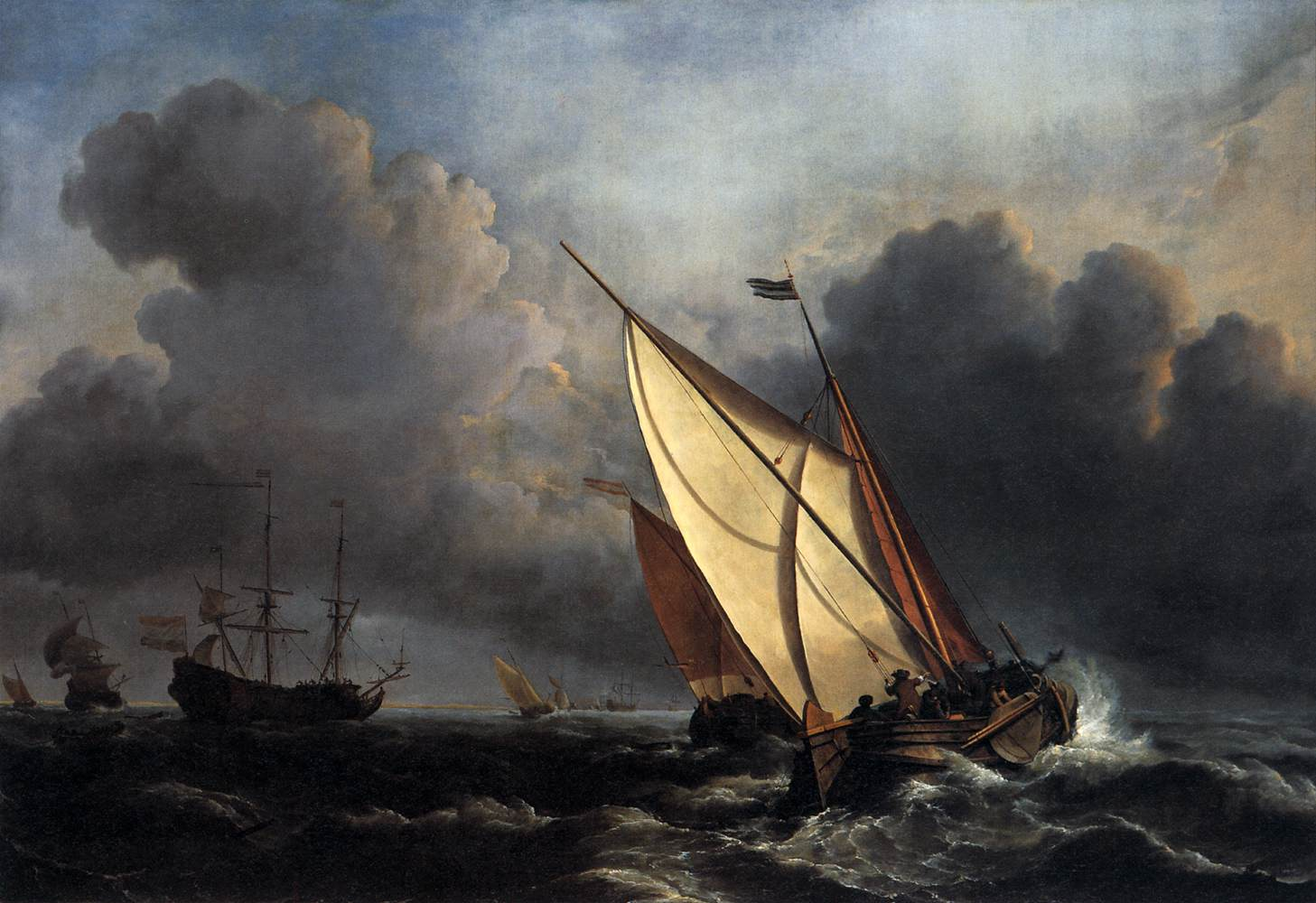
Barcos em Mar Tormentoso (Dutch Fishing Boats in a Rising Gale, 1672)
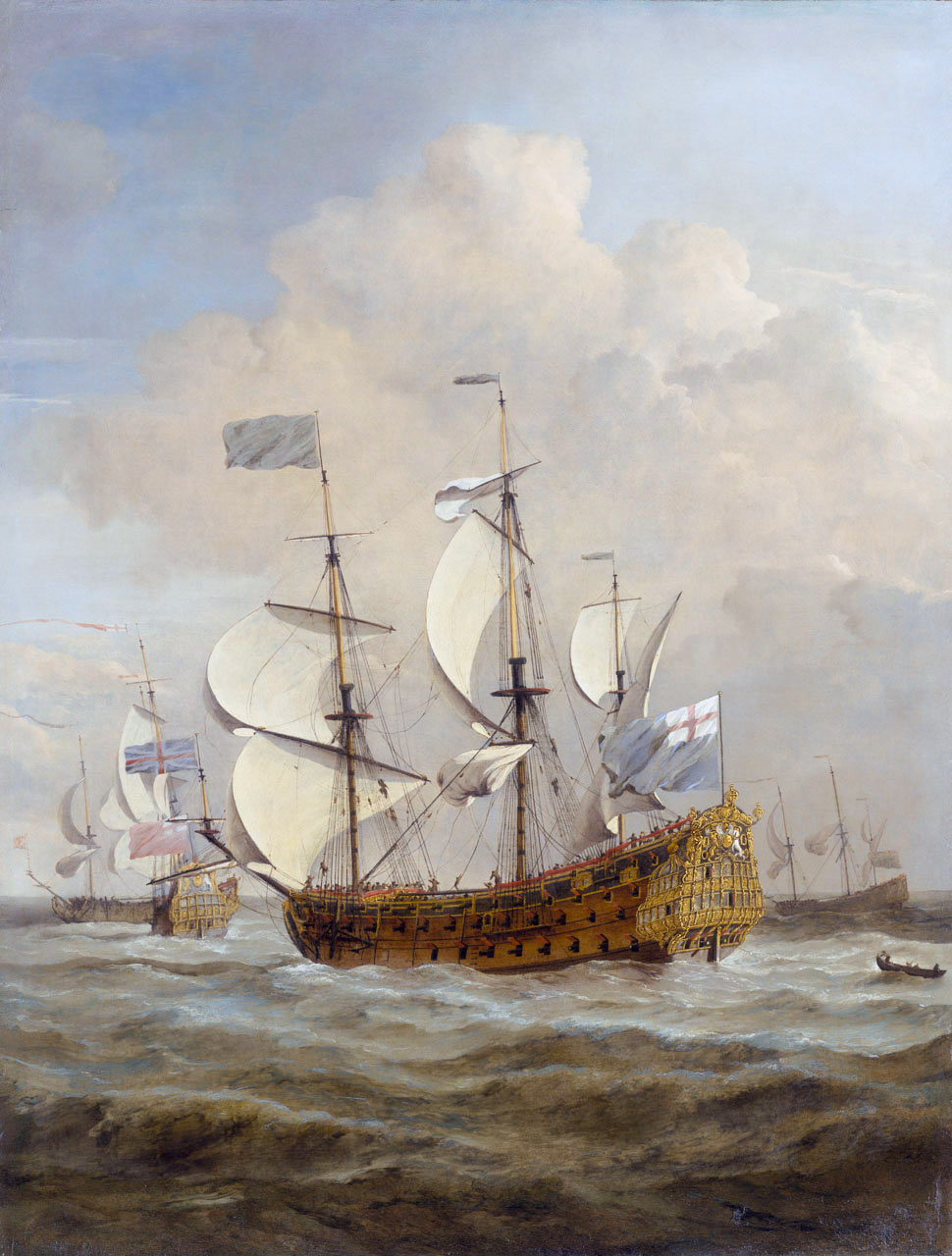
O "St Andrew" no mar com brisa moderada (c. 1673).
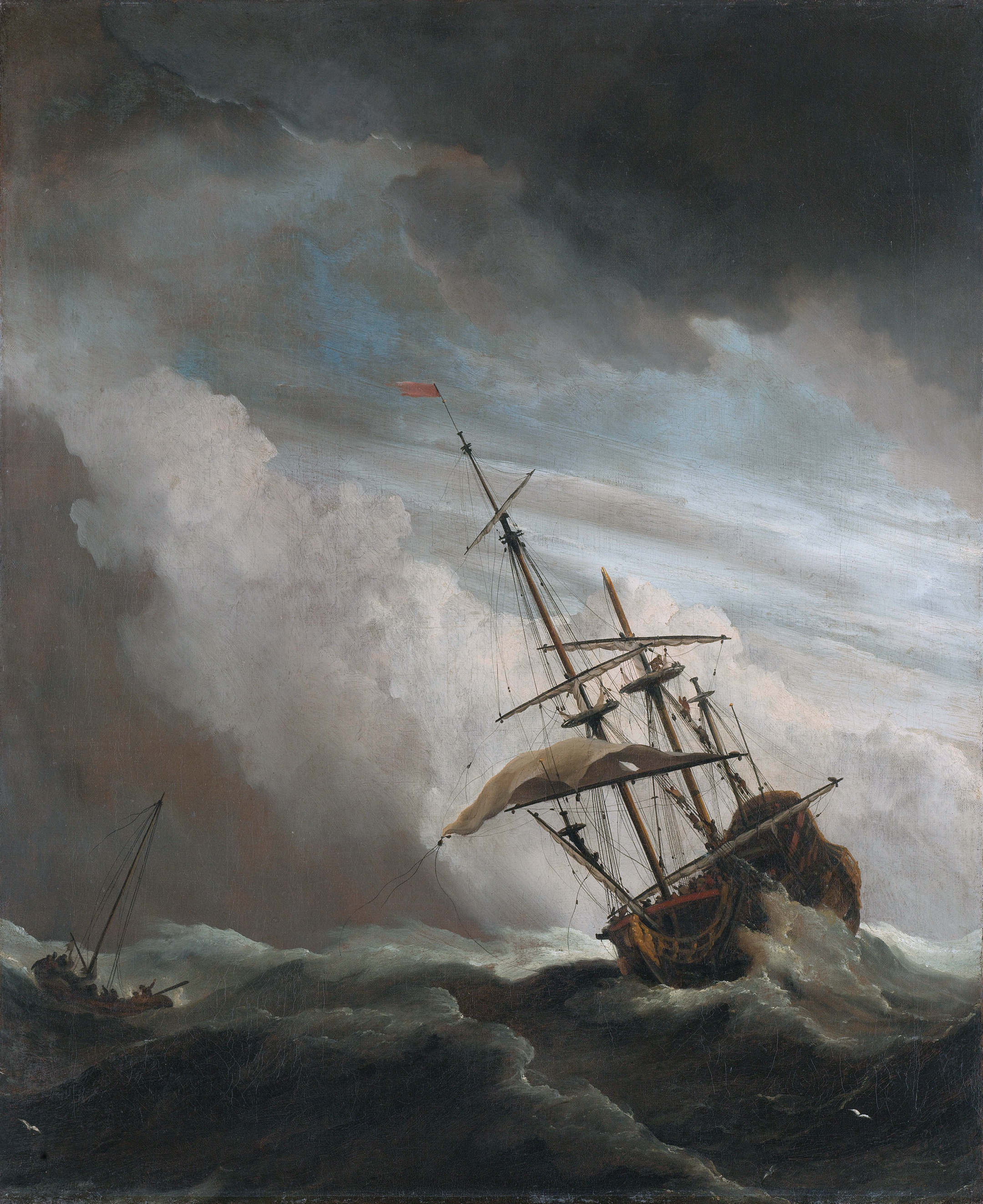
Um Navio em alto mar apanhado pela Borrasca (c. 1680).
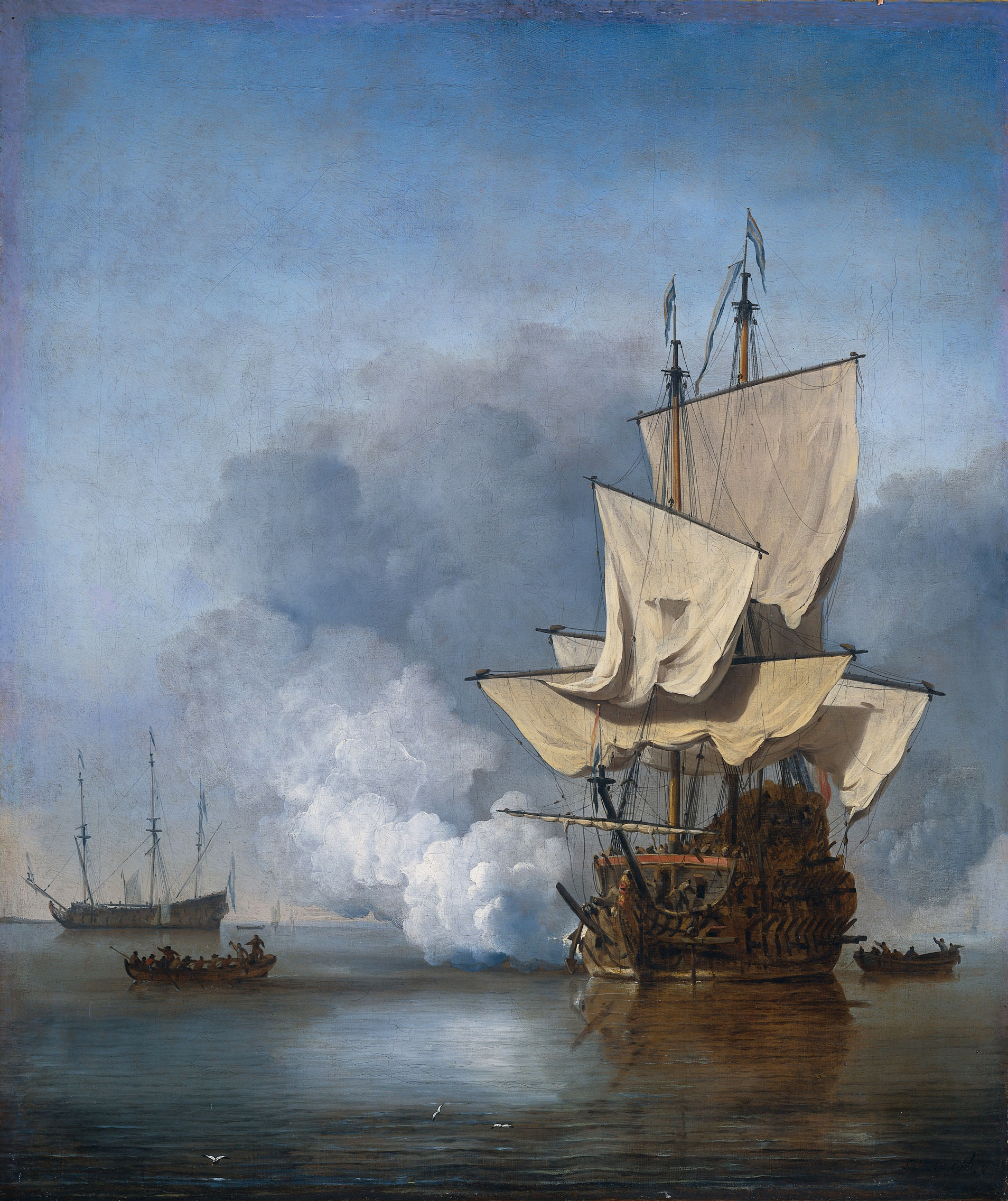
Disparo de canhão, tela, 79×67 cm, 1683.
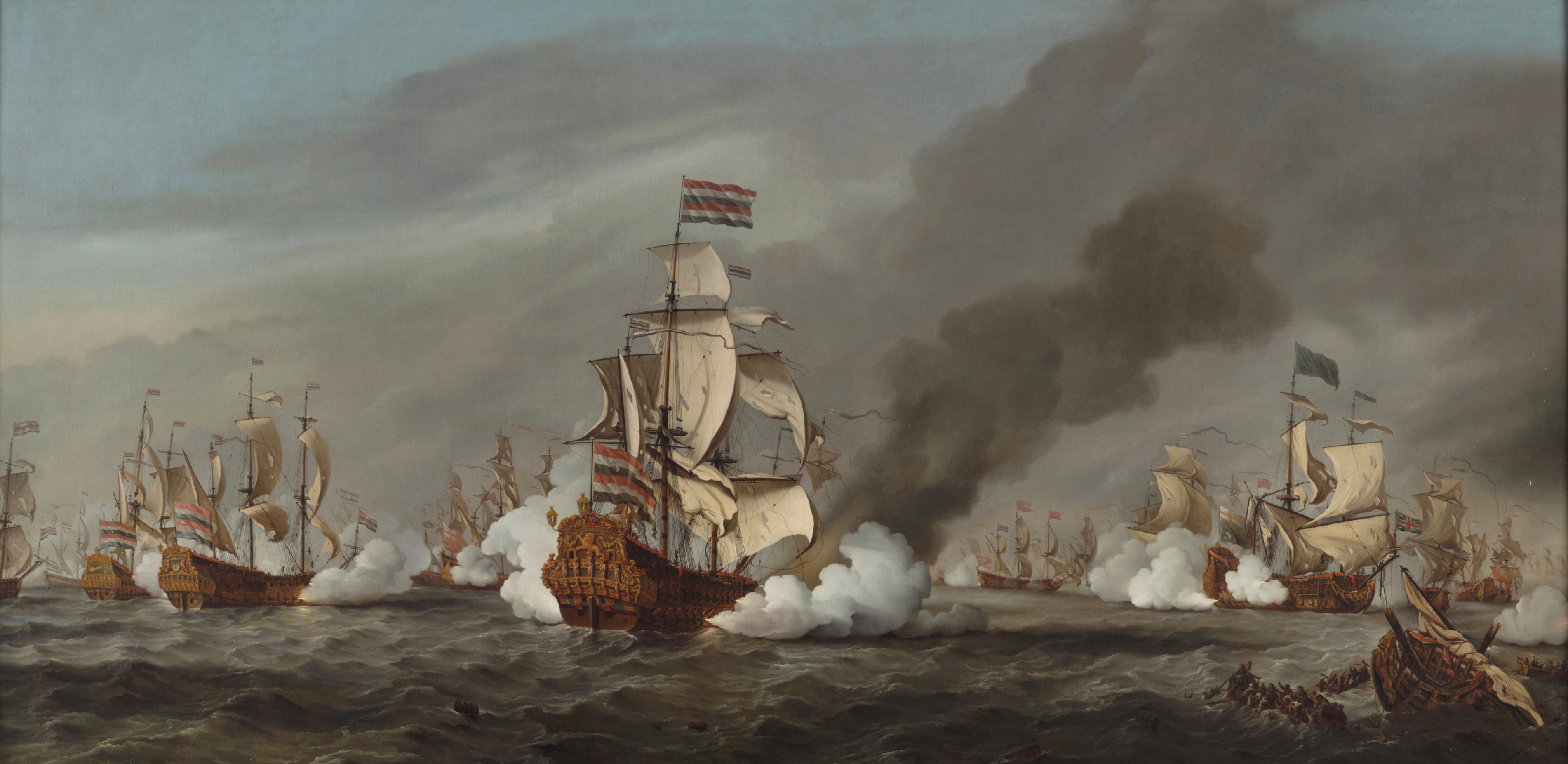
A Batalha de Texel (1687).